# Микротија
Микротија (лат. Microtia) је конгенитална хипоплазије која се карактерише изузетно малом ушном шкољком са слабије или јаче израженим деформитетима појединих анатомских делова шкољке.

## Епидемиологија
Пошто се озбиљност микротија креће од благе до тешке, истраживачи тешко могу проценити колико је беба оболело од аномалија ушне шкољке. Недавно су државни системи за праћење урођених оштећења у Сједињеним Америчким Државама процијенили да је преваленција анотија/микротија креће од 1 на 10.000 живорођених до око 5 на 10.000 живорођених.
Једнострана микротија често утиче и на десно уво.

## Ембрионални развој ушне шкољке и микротија
Развој ушне шкољке почиње на почетку другог месеца феталног живота, када се у најпроксималнијем делу појављују прве шкржне бразде - мале крвжице (лат. coliculi auriculares), од којих се три налазе на мандибуларном, а три на хиодином луку. Оне расту неједнаком брзином, неке остају готово непромењене, као нпр. оне из којих се развијају трагус, антитрагус, и лобулус ушне шкољке, а друге расту у дебљину и ширину, стварајући наборе ушне шкољке. Потпуно развијена ушка може се упоредити са дугуљастом шкољком, која је у особа беле расе отприлике овална, док је код особа црне расе округла или четвртаста. 
Због недовољног раста или неправилног и непотпуног срастања појединих поменутих квржица могу настати разни деформитети ушне шкољке, међу којима је и микротија - изузетно мала ушна шкољка.

## Етиологија
Микротија је највероватније доминантно наследна болест људског ува која је често праћена и поремећајима развоја спољњег ушног канала (атрезија).
Узрок настанка ове аномалија поред наследних поремећаја могу бити и:
- инфекција током трудноће,
- васкулрани инциденти,
- лоше презентација плода током трудноће,
- удружене аномалије ува, главе и других органа.

## Клиничка слика
Микротија се обично развија током првих неколико недеља трудноће. Ови недостаци могу варирати од једва приметних до великог дефекта у формирању ува. Код већине деце микротија се манифестује измењеним  спољашњим изгледом главе детета док обично делови уха унутар главе (унутрашње уво) нису погођени. Међутим, неке бебе са овим дефектом могу имати уски или недостајући ушни канал, што значакно може нарушити слушну функцију ува.
Постоје четири врсте микротије ува, у распону од типа 1 до типа 4. Тип 1 је најлакши облик, у коме уво задржава свој нормалан облик, али је ушна шкољак мања него иначе. Тип 4 је најтежи тип код кога недостају све спољне структуре ува - тада се говори о анотији. 
Ово стање може захватити једно или оба ува. Међутим, чешће је да бебе имају само једно захваћено уво.

## Дијагноза
Како микротија није увек видљива при рођењу, визуелним прегледом лекар не може увек поставити дијагнозу.  Да би се пацијент детаљно сагледом потребно је обавити аудиолошки преглед и снимање рендгеном (ЦТ или ЦАТ) ува, што може пружити детаљну слику о стању коштаних и других структура ува.
Поред оториноларинголошког прегледа неопходно је обавити и детаљан физички преглед како би открила било која друга придружена урођена мана.

## Терапија
Лечење деце са микротијом зависи од врсте или тежине стања и процене аудиолога након обављеног тестирања дететовог губитка слуха и обима оштећења ува. Чак и губитак слуха на једном уву може детету да шкоди током школовања.
Након постављене дијагнозе одмах треба размотрити све могућности раног лечења и спровести све активности јер то даје боље резултате. У том смислу могу се користитити слушна помагала која могу утицати на побољшање дететових слушних способности и помоћи му у развоју говора.
Хирургија се користи за реконструкцију спољног ува. Време обављања хируршке операције зависи од тежине оштећења и старости детета. Хируршка терапија се обично изводи између 4. и 10. године живота. Даљње лечење може бити потребно ако дете има друге урођене мане.
У недостатку других могућности, деца која имају микротију могу се нормално развијати и водити здрав живот и без нормалне ушне шкољке. Међутим нека деца могу имати проблема са самопоштовањем јер манифестују забринута због видљивих естетских разлика између себе и друге деце. 
Како лечење пластично-хируршким захватом, најчешче не задовољаваа естетски и функционално, у циљу исправљања козметичког недостатка употребљавају се и протезе од пластичне масе.
Групе за подршку родитељима могу бити од користи породицама са новорођеним беба које имају урођена оштећењима главе и лица, укључујући и микротију.